# Войниха (Псковская область)
Войниха — деревня в Карамышевской волости Псковского района Псковской области России.
Расположена на правом берегу реки Черёха, в 15 км к востоку от села Карамышево и в 55 км к востоку от центра города Пскова.
Численность населения деревни по состоянию на 2000 год составляла 9 человек.
До 1 января 2010 года деревня входила в состав ныне упразднённой Выставской волости.